# جو جوناس
ژوزف آدام «جو» جوناس (به انگلیسی: Joseph Adam "Joe" Jonas) (زاده ۱۵ اوت ۱۹۸۹) از اعضای گروه موسیقی سه‌نفره جوناس برادرز است. او به همراه برادرانش، نیک و کوین این گروه را بنیان نهانده‌اند. جو و نیک مشترکاً، خوانندگان گروه هستند.
این سه برادر در هفدهم اوت ۲۰۰۷ به عنوان مهمان در یک قسمت از سریال هانا مونتانا ظاهر شدند. این قسمت از سریال هانا مونتنا بعد از سری دوم از فیلم پر طرفدار مدرسهٔ موزیکال پخش شد که سبب شد افراد زیادی این سه پسر را ببینند و طرفدار آن‌ها شوند. همچنین آن‌ها در فیلمی از شبکهٔ دیزنی به نام کمپ راک هنرنمایی کردند. جوناس برادرز در این فیلم در نقش گروهی سه نفره به نام کانکت تری بازی کردند. جو نقش شان گری رهبر و خواننده گروه، نیک نقش نیت و کوین نقش جسن (گیتاریست‌های گروه) را ایفا کردند. سپس برادران جوناس در سریالی از شبکهٔ دیزنی به نام جوناس ظاهر شدند و کار موفق بازیگری خود را نیز کنار خوانندگی ادامه دادند.
در سال ۲۰۱۰ سری دوم فیلم کمپ راک و سریال جوناس به نام جوناس ال ای نیز بر روی آنتن رفت. جو همچنین در چندین قسمت از مسابقهٔ پر طرفدار امریکن آیدل به عنوان داور مهمان حضور داشت.

## حضور در فیلم‌ها
در سال ۲۰۰۸ در هانا مونتانا و Camp Rock :)
در سال ۲۰۰۹ در Band in a Bus
در سال ۲۰۱۰ در Camp Rock 2

## حضور در سریال‌ها
در سال ۲۰۰۷ در هانا مونتانا
از سال ۲۰۰۸ تا ۲۰۱۰ درJonas Brothers: Living the Dream
از ۲۰۰۹ تا ۲۰۱۰ در JONAS L.A
در سال ۲۰۱۰ درHot in Cleveland و Sonny With A Chance و داور مهمان در امریکن آیدل

## سابقه تئاتر
او در سال ۲۰۰۴ در تئاتر موزیکال La bohème بازی کرد.

## برادرها
کوین جوناس
نیکولای جری «نیک» جوناس
فرانکلین «فرانکی» ناتانئیل جوناس

## آلبوم‌های برادران جوناس
(It's About Time (2006
(Jonas Brothers (2007
(A Little Bit Longer (2008
(Lines, Vines and Trying Times (۲۰۰۹
(Happiness begins (2019

## آلبوم تکی: Fast Life
در سال ۲۰۱۱ جو جوناس تصمیم گرفت آلبوم تکی ای را بدون حضور برادرانش به بازار عرضه کند. این آلبوم را Fast Life نام نهاد که الهام گرفته از زندگی سریع و سرسام‌آور آن‌ها در هالیوود است. همچنین اولین آهنگ تکی ای که از این آلبوم به بازار عرضه کرد به نام See No More رتبهٔ ۹۸ را در جدول US آورد و موزیک ویدئوی این آهنگ نیز به تازگی در اختیار عموم قرار گرفته‌است.

## زندگی شخصی

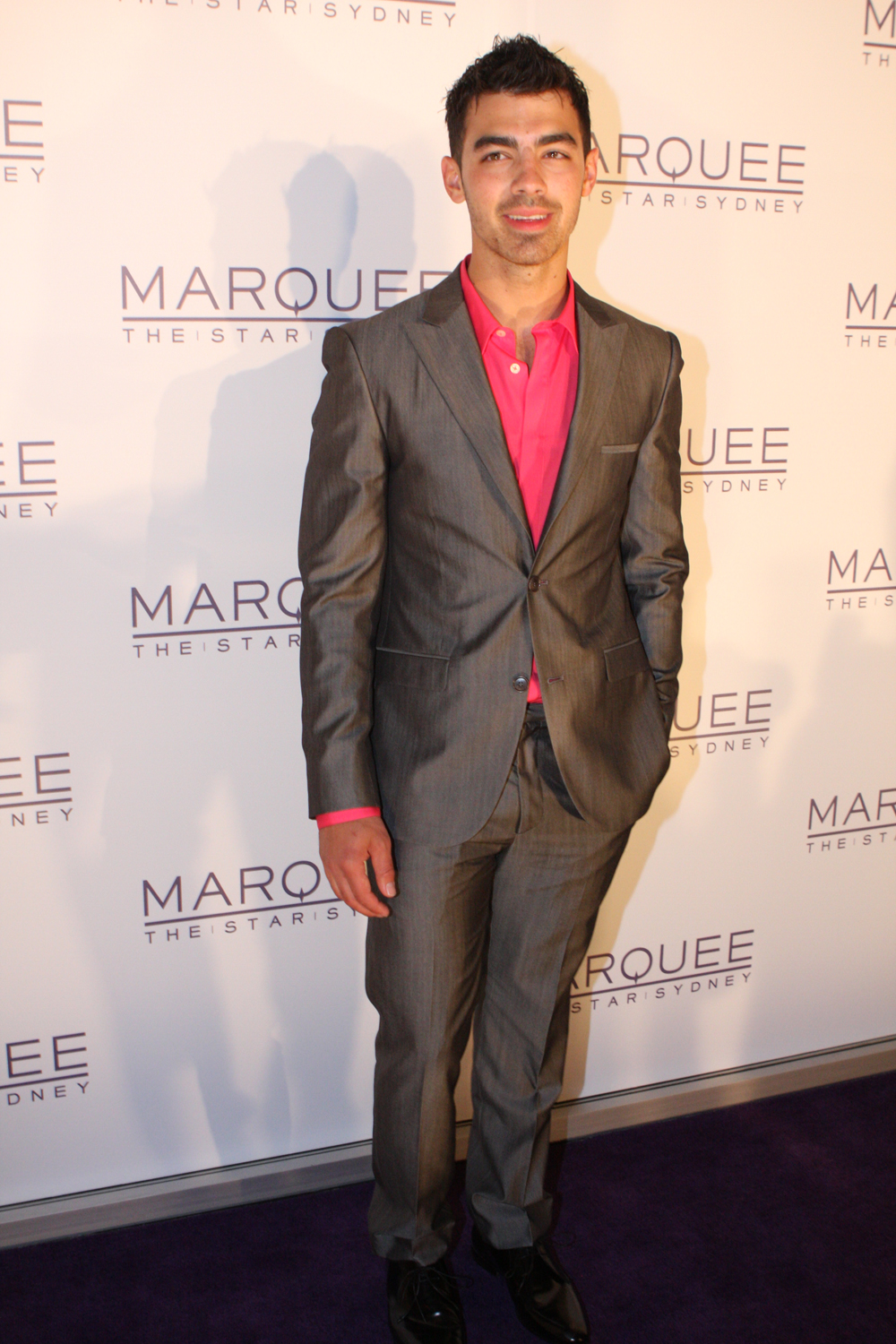

او ابتدا با مندی که یکی از دوستان خانوادگی اش به حساب میامد دوست بود و حتی آهنگ مندی در آلبوم اول برادران جوناس به این دختر بر می‌گردد. جو جوناس مدت کوتاهی با ای جی مایکلا دوست بود اما به علت دوری و مشغلهٔ کاری این رابطه را تمام کردند. سپس در سال ۲۰۰۸ اعلام شد که جو و تیلور سوئیفت مدتی است به‌طور پنهانی با هم در ارتباط هستند اما در ۱۱ نوامبر ۲۰۰۸ تیلور سوئیفت در مصاحبه‌ای با الن دی جنرس با عصبانیت اعلام کرد که طی یک تماس تلفنی ۲۷ ثانیه‌ای رابطهٔ آن‌ها به پایان رسیده‌است. جو در دفاع از خود ابتدا در مای اسپیس شخصی اش نوشت که تیلور کسی بوده که تلفن را قطع کرده نه او و او حتی بارها تلفن زده اما تیلور تلفن را برنداشته اما در زمان کوتاهی نوشته‌اش را پاک کرد و ترجیح داد سکوت کند در مقابل تیلور آهنگ Forever&Always را از آلبوم Fearless برای جو جوناس نوشت.
بعد از فیلم برداری موزیک ویدئو ی Lovebug جو جوناس رابطه‌ای را با کمیلا بل شروع کرد که حدود یک سال باقی‌ماند اما در سال ۲۰۰۹ اعلام شد که این رابطه هم به پایان رسیده‌است. البته تیلور سوئیفت نیز در سال ۲۰۱۹ در مصاحبه ای با الن دی جنرس اعتراف کرد که در مورد رابطه اش با جو جوناس کمی زیاده روی کرده است
جو جوناس تحت تأثیر برخورد کمیلا بل و تیلور سوئیفت آهنگ Much Better از آلبوم Lines, Vines and Trying Times را همراه برادرانش نوشت.
در سال ۲۰۱۰ جو جوناس به مدت کوتاهی با دمی لواتو بهترین دوستش و بازیگر زن مقابلش در دو فیلم کمپ راک قرار گذاشت. اما جو در کمتر از ۱ ماه و نیم اعلام کرد که به علت اینکه دوستی اش با دمی برایش مهم تر است این رابطه را تمام کرد.
یک ماه بعد جو جوناس شروع به رابطه‌ای با اشلی گرین بازیگر نقش آلیس در سری فیلم‌های گرگ و میش کرد اما در مارس ۲۰۱۱ بار دیگر اعلام شد که این زوج نیز با توافق و به علت مشغلهٔ کاری از یکدیگر جدا شده‌اند. 
او در سال ۲۰۱۷ پس از این که از سال ۲۰۱۶ با سوفی ترنر بازیگر سریال بازی تاج و تخت در رابطه بود در نهایت با وی نامزد کرد و در ۱ می ۲۰۱۹ با او ازدواج کرد و در نهایت این زوج در ژوئیهٔ ۲۰۲۰ دخترشان به دنیا آمد. در فوریهٔ ۲۰۲۱ ترنر همراه با جوناس در لس آنجلس دیده شدند و بعد از ان بسیاری با توجه به برآمده بودن شکم سوفی احتمال دادند این زوج در انتظار فرزند دومشان هستند. در ژوئیه ۲۰۲۲ دومین دخترشان به دنیا آمد. در سپتامبر ۲۰۲۳، جوناس از ترنر در میامی، فلوریدا درخواست طلاق داد.